# Sipange Julu
Sipange Julu is een bestuurslaag in het regentschap Tapanuli Selatan van de provincie Noord-Sumatra, Indonesië. Sipange Julu telt 630 inwoners (volkstelling 2010).